# Pán prstenů (karetní hra)
Karetní hra Pán Prstenů (anglicky: the Lord of the Rings Trading Card Game nebo zkráceně: LOTR TCG) je sběratelská karetní hra, kterou vytvořila a vydávala mezi roky 2001 - 2010 společnost Decipher, Inc. Hra je založena na filmové trilogii "Pán Prstenů" od Petera Jacksona a na trilogii J.R.R. Tolkiena. 
Kromě karet byla až do roku 2010 k dispozici i online verze této hry, k mání je také digitální provedení LOTR: ACG (Lord of the Rings: Adventure Card Game) dostupné pro Xbox platformu (také pro Microsoft Store), PlayStation 4, Steam platformu (dá se hrát i přes rozhraní Proton) a Nintendo Switch, které vzešlo z podobné hry LOTR: TCG (LCG) (Lord of the Rings: The Card Game) (Living Card Game), kterou vydává Fantasy Flight Games pod Asmodée Éditions.
V roce 2002 získala hra ocenění Origins Awards v kategoriích: Nejlépe prodávaná sběratelská karetní hra v roce 2001 a Nejlepší grafická prezentace karetní hry v roce 2001.

## Princip hry
Hra je určena pro dva a více hráčů, z nichž každý má vlastní balíček karet. Každý balíček se skládá z Shadow karet a Free Peoples karet, přičemž počet Shadow karet musí být stejný jako počet Free Peoples karet. V každém balíčku musí být Prsten a tzv. Ringbearer - charakter, který prsten nese. Ke hře jsou dále potřeba tzv. Sites (slang. „sajta“ česky strana) - 9 speciálních karet, které představují cestu ve Středozemi, na které se bude karetní hra odehrávat. Dále jsou třeba žetony, kterými může být cokoliv (nejčastěji se používají kamínky a nebo skleněné tabletky)  
Cílem hry je dojít od první „sajty“ až na devátou „sajtu“, aniž by při tom umřel nebo byl zkorumpován Ringbearer. Hra je unikátní v tom, že v jednom kole hraje první hráč tzv. „Dobrou fázi“, kdy musí využít „Free Peoples“ karty, zatímco druhý hráč hraje v téže kole tzv. „Zlou fázi“ kde využívá Shadow karty. Účelem Free Peoples karet je pomoci svému Ringbearerovi, naopak Shadow karty mají za úkol zbrzdit postup nepřítele, popř. zabít jeho Ringbearera. Po dokončení kola se pozice obrací a hráč, který hrál dobrou fázi teď bude hrát zlou fázi a druhý hráč naopak. Standardní počet karet na ruce je 8.
Základním mechanismem hry je tzv. Twilight Pool. Každá karta má určitou vyvolávací cenu, která musí být zaplacena, aby mohla daná karta vstoupit do hry. Hráč, který hraje dobrou fázi, musí za každou kartu, kterou vyložil, vložit do Twilight Pool přesný počet žetonů, odpovídající ceně vyložené karty. Naopak hráč, který v tomto kole hraje zlou fázi, musí za každou kartu, kterou bude vykládat, z Twiligh Pool přesný počet žetonů, odpovídající ceně vyložené karty, odebrat. Z toho plyne, že čím více karet (popř. čím dražší karty) vyloží hráč hrající dobrou fázi, tím více karet může vyložit nepřítel a tím více prvního hráče ohrozit. Použité karty se odkládají na tzv. „Discard Pile“, zabití hrdinové na tzv. „Dead Pile“.

## Typy karet
- Character: Postava, která se bude účastnit hry. Mohou to být různí hrdinové (Aragorn, Gandalf, Sauron) nebo obyčejné postavy (Voják z Minas Tirith, Rohanský jezdec apod.). Jsou charakterizovaní: Sílou, Životy, Signetem/Resistencí (u Free Peoples) nebo Site číslem (u Shadow). 
  -  Companion: Charakter, který je na straně Free Peoples, např. Aragorn,Faramir,Gimli
  - Minion: Charakter, který je na straně Shadow, např. Saruman, Witch-King, Nazgúl
  - Ally: Podpůrný charakter, který pomáhá Free Peoples, ale neúčastní se bojů, např. Bilbo, Tom Bombadil
  - Follower: Podpůrný charakter, který nahradil Ally od edice Shadows a výš
- Possession: Různá výbava, kterou mohou postavy nést, např. meče, brnění, štíty, luky apod.
- Artifact: Cenné věci, které sehrály významnou roli ve Středozemi, např. Narsil, Andúril, Gandalfova hůl apod.
- Condition: Podpůrné karty, které pomáhají hráčovi, např. dávají všem jeho hrdinům sílu +1. Na rozdíl od Eventů jsou permanentní a jsou ve hře celou dobu, stejně jako "Character, Possession a Artifact" karty.
- Event: Jednorázové karty, které symbolizují určitou událost a které pomáhají hráčovi (občas jen na chvíli) vylepšit jeho postavení, např. Dej hrdinovi sílu +4. Po využití se Event karta odloží na Discard Pile.

## Průběh jednoho kola
Každé kolo se skládá ze 7 fází, které mají pořadí:
- Fellowship: Hráč, který hraje dobrou fázi, vykládá Free Peoples karty, za což dává žetony do Twiligh Poolu. Poté oznámí, že "jde dál" a posune se na cestě na další sajtu.
- Shadow: Druhý hráč, který hraje zlou fázi, vykládá Shadow karty, za což odebírá žetony z Twiligh Poolu.
- Maneuver: Zde oba hráči hrají karty nebo využívají vlastností karet, které mají napsáno, že mohou v Maneuveru provádět určitou činnost.
- Archery: Zde oba hráči hrají karty nebo využívají vlastností karet, které mají napsáno, že mohou v Archery provádět určitou činnost. Pokud je nějaký hráčův charakter označen jako Archer, musí protivník na konci Archery fáze rozdat zranění nějaké své postavě.
- Assigment: Zde si hráč, hrající dobrou fázi, přiřadí soupeřovy Miniony (vojáky) ke svým Companionům.
- Skirmish: V této fázi dojde k jednotlivým střetům mezi Miniony a Companiony. Pořadí střetů vybírá hráč, hrající dobrou fázi. Charakter s vyšší sílou vyhrává střet a odebere postavě, s kterou zápasil, životy.
- Regroup: Zde oba hráči hrají karty nebo využívají vlastností karet, které mají napsáno, že mohou v Regroupu provádět určitou činnost. Hráč, hrající dobrou fázi, se může rozhodnout, zda se posune opět dál na cestě na další sajtu (pokud mu to limit dovolí, základní limit posunutí je max. dvakrát, ale existují karty, které limit zvyšují) tzn. bude se opakovat celý proces, ale bez Fellowship fáze; a nebo jestli kolo ukončí: hráči dorovnají počet karet v ruce na 8 a poté se role přehodí.

## Speciální výrazy na kartách
- Damage +X: Pokud charakter s tímto výrazem vyhraje střet ve Skirmirsh fázi, odebere postavě, s níž soupeřil, kromě 1 života ještě X životů navíc. Některé karty dokáží zvýšit charakterův Damage +X.
- Fierce: Charakter s tímto výrazem bojuje po dokončení všech střetů ve Skirmish fázi ještě jednou.
- Enduring: Charakter s tímto výrazem má sílu +2 za každý svůj odebraný život (Např. Aragorn který má v základu sílu 8 a životy 4, má odebrané už 3 životy → takže je jeho síla 14 a životy 1)
- Archer: Charakter s tímto výrazem se uplatňuje v Archery fázi. Pokud má hráč nějakou Archer postavu, musí protivník odebrat život některé ze svých postav.
- Další výrazy obvykle znamenají, že karta s tímto výrazem je částí nějaké širší skupiny karet, které si navzájem poskytují určité výhody. Např. existují karty, které říkají, že každý charakter s výrazem Ranger dostává sílu +2. Pokud tedy karta postavy nese označení Ranger, bude mít z předchozí karty benefit.

Mezi tyto výrazy patří: Ranger, Fellowship, Ringbound, Unbound, Knight, Valiant, Twillight aj.

## Kultury a rasy
Ve hře Pán Prstenů je velké množství ras a kultur, pro které je vždy něco typické.

### Rasy Free Peoples
- Hobiti: Jsou typičtí malou silou, ale velkým množstvím životů. Mají hodně podpůrných postav - Ally, Follower.
- Čarodějové: Jsou typičtí velkým množstvím kouzel a eventů. Nejvýznamnějšími čaroději jsou Treantové a Gandalf
- Rohan: Jsou typičtí používáním velkého množství possessionů - helmy, brnění, kopí, meče, koně.
- Gondor: Jsou typičtí pro svou univerzálnost, používání fortifikací apod.
- Elfové: Jsou typičtí uzdravováním, léčením, lízáním karet a velkým množstvím archerů - lukostřelců.
- Dwarfové: Jsou typičtí vysokým damagem, levnými possessiony a artefakty.
- Smeagol: Sem patří pouze Smeagol. Je podobný hobitům.

### Rasy Shadow (před edicí Shadows)
- Wildmeni: Jsou typičtí nízkými životy a schopností kontrolovat sajty, z čehož získávají velké bonusy
- Nazgúlové: Jsou typičtí velkou silou, výdrží, korumpováním Ringbearera, ale i vysokou cenou svých karet
- Isendgard: Jsou typičtí vysokým Damagem, silnými jednotkami jako Uruk-hai, Warg-rideři nebo komby jako jsou Regroup Orkové. Nejvýznamnější postavou je Saruman
- Sauron: Jsou typičtí svými orky, kteří jsou schopní dělat různá komba a mají různé vlastnosti.
- Morie: Jsou typičtí schopností swarmovat (počet minionů mnohonásobně převyšuje počet companionů).
- Raiders: Jsou zlí lidé z východu a jihu. Dělí se na tři podskupiny 
  - Southron: Jsou typičtí vysokým počtem lukostřelců a schopností rozdávat threaty
  - Easterling: Jsou typičtí brutální silou, damagem a schopností korumpovat Ringbearera
  - Korzáři: Jsou typičtí komby a velkým množstvím podpůrných karet typu Condition, na které dávají velké množství žetonů a skrze které svá komba ovládají.
- Gollum: Sem patří Gollum a Shelob (Odula). Jsou typičtí nepříjemným Gollumem, kterého lze vytáhnout přes různé karty každé kolo a  který, ač se zdá být slabý, dokáže zkorumpovat Ringbearera nebo zabít všechny companiony jednoho po druhém.

### Rasy Shadow (po edici Shadow)
- Orkové: Sem patří všichni skřeti a trollové, kteří dříve byli hlavně v rasách: Morie, Nazgúlové, Sauron a Isengard. Jsou typičtí svými komby,průměrnou cenou karet, průměrnou silou a životy
- Uruk-hai: Sem patří všichni Uruk-hai, kteří byli dříve hlavně v rasách: Isengard, Sauron. Jsou typičtí vysokou silou, výdrží a damagem, ale i vyšší cenou svých karet
- Nazgúlové: Sem patří všichni Nazgúlové. Jsou typičtí pro vysokou cenu svých karet, ale i pro svou sílu, odolnost a schopnost zkorumpovat Ringbearera
- Zlí lidé: Sem patří všichni lidé, kteří dříve byli v rasách: Raiders, Sauron, Isengard a Wildmen. Jsou typičtí různými komby a schopností zvyšovat svou sílu při splnění různých podmínek.
- Gollum: Sem patří Gollum a Shelob

## Typy balíčků a strategie
Jelikož vyšlo během let 2001-2007 velké množství karet, lze vybírat a poskládat velké množství rozdílných balíčků. Neplatí, že jeden balíček je nejlepší a druhý nejhorší, jelikož se vždycky najde další balíček, který je proti některému dobrý a proti některému nefunkční. Většinou platí, že balíčky se skládají z jedné, dvou nebo občas i tří ras, a to proto, že karty jedné rasy mají podobné vlastnosti a navzájem se doplňují. Co se týče herní strategie, nejčastěji se uplatňují tyto:

### Free Peoples
- Tank: Hráč se snaží vyložit co největší množství Companionů a podpůrných karet, aby mohl odrazit velké množství soupeřovo minionů. Hráč, používající strategii Tank, počítá s tím, že jeho aktivity dají velké množství žetonů do Twilight Pool a tudíž proti němu Shadow hráč vyloží velké množství minionů (popř. malé množství velmi silných a drahých minionů), ale také počítá, že bude schopen je odrazit právě díky posilněnému a rozsáhlému Fellowshipu.
  - Typické balíčky: Gondorští duchové, Treantové, Rohanští jezdci
- Choke: Opak strategie Tank. Hráč se snaží vyložit co nejméně nebo co nejlevněji své karty, aby měl soupeř málo žetonů v Twilight Pool a nemohl tak vytáhnout velké množství minionů.
  - Typické balíčky: Dwarfové, Hobiti
- Archery/Wounding: Hráč se snaží o vyložení co nejvíce lukostřelců a rozdání co nejvíce zranění ve fázi Archery nebo zraňování minionů skrze speciální karty a vlastnosti hrdinů (Wounding). Pokud je úspěšný, žádný nebo velmi malý počet minionů se dostane do Skirmish fáze, kde si s nimi hráč bezpečně poradí. 
  - Typické balíčky: Elfští lukostřelci, Gondorští rytíři
- Masivní uzdravování: Hráč počítá s tím, že bude dostávat během kola velké množství zranění, které ale další kolo zase vyléčí a bude připraven na další zraňování
  - Typické balíčky: Elfové, Hobiti

### Shadow
- Beat-down: Hráč vyloží pouze jednoho nebo dva drahé, ale silné miniony, kteří jsou ale schopní bez problému zabít alespoň jednoho companiona. Takhle zabíjí každé kolo jednoho nebo dva a toto se opakuje dokud nezabijí i Ringbearera.
  - Typické balíčky: Sauron a kontrola sajt, Gollum, sólo Saruman, Korzáři'
- Swarm: Opak strategie Beat-down. Hráč vyloží za nízkou cenu velké množství minionů, kteří mají sami o sobě sice malou sílu a nízké životy, ale dohromady tvoří údernou sílu. Toto se opakuje dokud nepodlehnou všichni companioni a na závěr i Ringbearer.
  - Typické balíčky: Morie, Regroupoví orkové.
- Bomb: Kombinace strategií Swarm a Beat-down. Hráč vykládá stabilně středně silné miniony, kteří nejprve zničí slabší companiony a poté swarmují silné companiony, dokud nezabijí Ringbearera
  - Typické balíčky: Uruk-hai, Wildmeni, Warg-rideři
- Corruption: Hráč se zaměřuje za zkorumpování Ringbearera. Toho lze docílit buď nasazováním prstenu a nebo pomocí speciálních karet.
  - 'Typické balíčky: Twillight Nazgúlové, Bludičky, Morgulští orkové, Easterlingové
- Archery/Wounding:Hráč vykládá Archer miniony nebo miniony, kteří mohou zraňovat companiony jinak než vyhráním střetu ve Skirmish fázi.  
  - Typické balíčky: Southornští lukostřelci, woundovací orkové, morijští lukostřelci, regroupoví orkové
- Trigger: Hráčův balíček je založen na kartách, které mnohonásobně zvyšují svůj účinek, pokud je splněna určitá podmínka (např. Pokud hráč kontroluje 2 sajty (na kontrolu sajt je třeba speciálních karet), minioni dostanou sílu + 7). Proto se hráč nejprve snaží tuto podmínku splnit a pokud se mu to podaří, jeho balíček začne být ohromně nebezpečný. Nevýhoda této strategie je ta, že pokud se hráčovi nepodaří splnit dané podmínky nebo je splní příliš pozdě, nemá moc šancí na výhru.
  - Typické balíčky: Wildmeni, Morgulští lukostřelci
- Mill: Hráč vykládá karty, které jsou schopné vyhazovat soupeřovi karty z ruky a tím soupeře připravuje o cenné karty a karty do komba.

## Vydání
1. The Fellowship of the Ring (Listopad 6, 2001)
2. Mines of Moria (Březen 6 & 13, 2002)
3. Realms of the Elf-lords (Červen 19 & Červenec 3, 2002)
4. The Two Towers (Listopad 6, 2002)
5. Battle of Helm's Deep (Březen 12, 2003)
6. Ents of Fangorn (Červenec 2, 2003)
7. The Return of the King (Listopad 5, 2003)
8. Siege of Gondor (Březen 10, 2004)
9. Reflections (Květen 12, 2004)
10. Mount Doom (Červenec 14, 2004)
11. Shadows (Listopad 3, 2004)
12. Black Rider (Březen 18, 2005)
13. Bloodlines (Srpen 12, 2005)
14. Expanded Middle-earth Deluxe Draft Box (Únor 17, 2006)
15. The Hunters (Červen 9, 2006)
16. The Wraith Collection (Srpen 26, 2006)
17. Rise of Saruman (Březen 1, 2007)
18. Treachery and Deceit (Květen 2007)
19. Age's End (Červen 2007)